# CA13
CA13 (англ. Carbonic anhydrase 13) – білок, який кодується однойменним геном, розташованим у людей на 8-й хромосомі. Довжина поліпептидного ланцюга білка становить 262 амінокислот, а молекулярна маса — 29 443.
| 10         |  | 20         |  | 30         |  | 40         |  | 50         |
| ---------- |  | ---------- |  | ---------- |  | ---------- |  | ---------- |
| MSRLSWGYRE |  | HNGPIHWKEF |  | FPIADGDQQS |  | PIEIKTKEVK |  | YDSSLRPLSI |
| KYDPSSAKII |  | SNSGHSFNVD |  | FDDTENKSVL |  | RGGPLTGSYR |  | LRQVHLHWGS |
| ADDHGSEHIV |  | DGVSYAAELH |  | VVHWNSDKYP |  | SFVEAAHEPD |  | GLAVLGVFLQ |
| IGEPNSQLQK |  | ITDTLDSIKE |  | KGKQTRFTNF |  | DLLSLLPPSW |  | DYWTYPGSLT |
| VPPLLESVTW |  | IVLKQPINIS |  | SQQLAKFRSL |  | LCTAEGEAAA |  | FLVSNHRPPQ |
| PLKGRKVRAS |  | FH         |  |            |  |            |  |            |

A: Аланін

C: Цистеїн

D: Аспарагінова кислота

E: Глутамінова кислота

F: Фенілаланін

G: Гліцин

H: Гістидин

I: Ізолейцин

K: Лізин

L: Лейцин

M: Метіонін

N: Аспарагін

P: Пролін

Q: Глутамін

R: Аргінін

S: Серин

T: Треонін

V: Валін

W: Триптофан

Кодований геном білок за функцією належить до ліаз. 
Білок має сайт для зв'язування з іонами металів, іоном цинку. 